# Солидарност (синдикат)
Солидарност (пољ. Solidarność), пуним именом Независни самоуправни синдикат „Солидарност“ (пољ. Niezależny Samorządny Związek Zawodowy Solidarność), пољски је синдикат основан у септембру 1980. године у Гдањску, вођен од стране Леха Валенсе.
Солидарност је први некомунистички контролисани синдикат у државама Варшавског пакта. Током 80-их основан је као широки антибирократски социјални покрет. Влада је покушавала да уништи синдикат током ванредног стања почетком 80-их и неколико година репресије, али на крају су морали да преговарају са синдикатом. Пољски округли сто између владе и опозиције предвођене Солидарношћу довеле су до полуслободних избора 1989. године. До краја августа опозиција предвођена синдикатом Солидарност је формирана и у децембру 1990. године Валенса је изабран за председника Пољске.
Чланство синдиката достигло је врхунац од 10 милиона у септембру 1981. године, што представља једну трећину радно способног становништва земље. Лидер Солидарности Лех Валенса добио је Нобелову награду за мир 1983. године, а синдикат је широко признат као централна погонска сила у окончању комунистичке владавине у Пољској.
Осамдесетих година прошлог века, Солидарност је била широки анти-ауторитарни друштвени покрет, који је користио методе грађанског отпора да унапреди узроке радничких права и друштвених промена. Покушаји владе раних 1980-их да униште унију увођењем ванредног стања у Пољској и употребом политичке репресије су пропали. Делујући потајно, уз значајну финансијску подршку Ватикана и Сједињених Држава, унија је опстала и до каснијих 1980-их је ушла у преговоре са владом.

## Историја
Седамдесетих година пољска влада је подигла цене хране док су плате стагнирале. Овај и други стресови довели су до протеста 1976. и каснијих владиних гушења против неслагања. KOR, ROPCIO и друге групе почеле су да формирају подземне мреже како би надгледале и супротстављале се понашању владе. Синдикати су чинили важан део ове мреже. Године 1979, пољска привреда се смањила први пут од Другог светског рата, за два одсто. Спољни дуг је достигао око 18 милијарди долара до 1980. године.
Ана Валентинович је отпуштена из бродоградилишта у Гдањску 7. августа 1980. године, пет месеци пре него што је требало да се пензионише, због учешћа у илегалном синдикату. Ова одлука управе разбеснела је раднике бродоградилишта, који су 14. августа извели штрајк бранећи Валентиновичеву и захтевајући њен повратак. Она и Алина Пиенковска трансформисале су штрајк због питања хлеба и путера у штрајк солидарности у знак симпатија са штрајковима на другим установама.
Солидарност је настала 31. августа 1980. у бродоградилишту у Гдањску када је комунистичка влада Пољске потписала споразум којим је омогућено њено постојање. Дана 17. септембра 1980. године, преко двадесет Међуфабричких оснивачких одбора независних синдиката спојило се на конгресу у једну националну организацију, НСЗЗ Солидарност. Званично је регистрована 10. новембра 1980. године.
Лех Валенса и други формирали су широки антисовјетски друштвени покрет у распону од људи повезаних са католичком црквом до припадника антисовјетске левице. Пољски национализам, заједно са проамеричким либерализмом, играо је важну улогу у развоју Солидарности 1980-их. Солидарност се залагала за ненасиље у активностима својих чланова. Септембра 1981. године, први национални конгрес Солидарности изабрао је Валенсу за председника и усвојио републички програм, „Самоуправну републику“. Влада је покушала да уништи синдикат ванредним стањем из 1981. године и вишегодишњом репресијом, али је на крају морала да почне преговоре са синдикатом.

## Подршка Сједињених Држава и Западног блока
У години која је претходила ванредном стању, политика Реганове администрације је подржала покрет Солидарност, водећи кампању за односе с јавношћу како би одвратила оно што је Картерова администрација видела као „непосредни потез великих совјетских војних снага у Пољску“. Мајкл Рајсман са Правног факултета у Јејлу је назвао операције у Пољској као једну од тајних акција агенције CIA за промену режима током Хладног рата. Пуковник Ришард Куклињски, виши официр пољског генералштаба, тајно је слао извештаје официру CIA Дејвиду Фордену. Централна обавештајна агенција (CIA) преносила је око 2 милиона долара годишње у готовини Солидарности, што је укупно 10 милиона долара током пет година. Није било директних веза између CIA и Солидарности, а сав новац је каналисан преко трећих лица. CIA службеницима је забрањено да се састају са лидерима Солидарности, а контакти CIA са активистима Солидарности били су слабији од AFL–CIO, који је прикупио 300.000 долара од својих чланова, који су коришћени за обезбеђивање материјала и готовине директно Солидарности, без контроле Солидарности за коришћење тога. Конгрес САД је овластио Националну задужбину за демократију да промовише демократију, а NED је доделио 10 милиона долара за солидарност.
Пољска влада је донела ванредно стање у децембру 1981. године, међутим, Солидарност није била упозорена. Потенцијална објашњења за ово варирају; неки верују да је CIA затечена неспремна, док други сугеришу да су амерички креатори политике сматрали да је унутрашња репресија пожељнија од „неизбежне совјетске интервенције“. Подршка CIA Солидарности укључивала је новац, опрему и обуку, коју су координирале Специјалне операције. Хенри Хајд, члан обавештајног комитета Представничког дома Конгреса САД, изјавио је да су САД обезбедиле „залихе и техничку помоћ у смислу тајних новина, емитовања, пропаганде, новца, организационе помоћи и савета“.

## Председници
- Лех Валенса — до 12. децембра 1990. године
- Маријан Крзаклевски — од 23/24. фебруара 1991. до 27. септембра 2002. године
- Јануш Шниадел — од 27. септембра 2002, поновно изабран на још 4 године 29. септембра 2006.